# Midani Ben Salah
Pour les articles homonymes, voir Ben Salah.
Midani Ben Salah (arabe : الميداني بن صالح), né le 15 novembre 1929 à Nefta et décédé le 21 juillet 2006, est un poète tunisien.

## Biographie
Zitounien et diplômé en histoire de l'Université de Bagdad, il enseigne l'histoire à Tunis et participe à la fondation de plusieurs associations comme l'Union générale des étudiants de Tunisie en 1956, l'Association des rencontres maghrébines, l'Union des écrivains tunisiens en 1971 et la Ligue tunisienne des droits de l'homme en 1977. Il occupe également le poste de président de l'Union des écrivains tunisiens de 1991 à 2005.
Il écrit une douzaine de recueils de poèmes. Selon la critique Imen Abderrahmani, son recueil Fi Rihab El Metwali, qui contient dix poèmes, « porte les prémices d'une expérience soufie qui a marqué son parcours poétique »,.
Décédé des suites d'une longue maladie, il est enterré au cimetière de Sidi Ben Ferjallah à Nefta. Une bibliothèque, qui portera son nom, doit être créé à Nefta. On y déposerait le fonds d'ouvrages et de documents qu'il a offert à sa ville natale.

## Publications
Il publie plusieurs ouvrages et recueils de poèmes dont :
| - Tounes al icha'a ala darb ettaghyir - Kort Omi (1969) - La nuit et le chemin (1974-1984) - Séisme à Tel-Aviv (1974-2001) | - Mémoires d'un Khamès (1977-1990) - La voix éternelle (1981) - El Wiham (1985-2004) - Fi Rihab El Metwali (2003) | - Les masques (1988-2004) - Konto Aroui Nazifi (2004) |

## Décorations
Il est décoré à cinq reprises : troisième médaille du mérite culturel (1994), quatrième médaille de la République (1997), médaille d'or de l'anniversaire du Changement (1998), première médaille du mérite culturel (1999) et médaille d'or du douzième anniversaire du Changement (1999).